# Christiania (Koppenhága)
Christiania, (dánul: Fristaden Christiania) egy önjelölt autonóm  városrész Koppenhágában. Közel ezer állandó és sok ideiglenes lakosa van. Christiania 84 hektáron terül el a dán főváros Christianshavn kerületében. A dán hatóságok Christianiát kommunaként kezelik. A területnek egyedülálló státusza van, amelyet külön törvény szabályoz. Az 1989-es Christiania törvény átruházta a terület felügyeletét a koppenhágai önkormányzatról az államra.

## Története

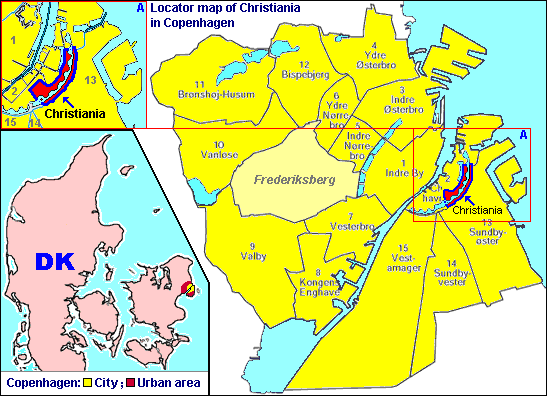
A terület elhelyezkedése Koppenhágában

Az első telepesek 1971-ben foglalták el a korábbi katonai létesítményeket, és Christiania azóta is viták kereszttüzében áll. A hatóságok 2004-ig a kannabisz kereskedelmet is tolerálták.
Christiania lakói közül többen használnak gyengébb drogokat, de az erős kábítószereket tiltja a christianiai etika. Ezt betartják, noha egyfajta anarchiában élnek: a területen nincs jelen semmilyen rendfenntartó hatóság. Az ott élők között sok a szociális támogatást igénylő, a hajléktalan és a munkanélküli. Christianiában népszerű a meditáció, a jóga, és sok kézműves vállalkozás is működik ott: kovácsok, fafaragók, bicikliszerelők, pékek, galériák, boltok, bazárok, mozi, éttermek, kávézó, jazz- és bluesklubok. A terület lakóinak van saját színtársulatuk, a Solvognen group. Performanszokat és happeningeket tartanak szerte Dániában és Svédországban. 
Sok dán úgy tekinti Christianiát, mint egy sikeres társadalmi kísérletet, noha a terület jogi státusza állandó viták tárgya. Egyes kormányok megpróbálták felszámolni a közösséget, de eddig minden erőfeszítés kudarcba fulladt, mert a közvélemény támogatja fennmaradását.
Christiania az egyik legnagyobb turisztikai attrakció Koppenhágában, és külföldön is jól ismert a haladónak tartott és felszabadult dán életmód.

## Galéria

A közösség lobogója
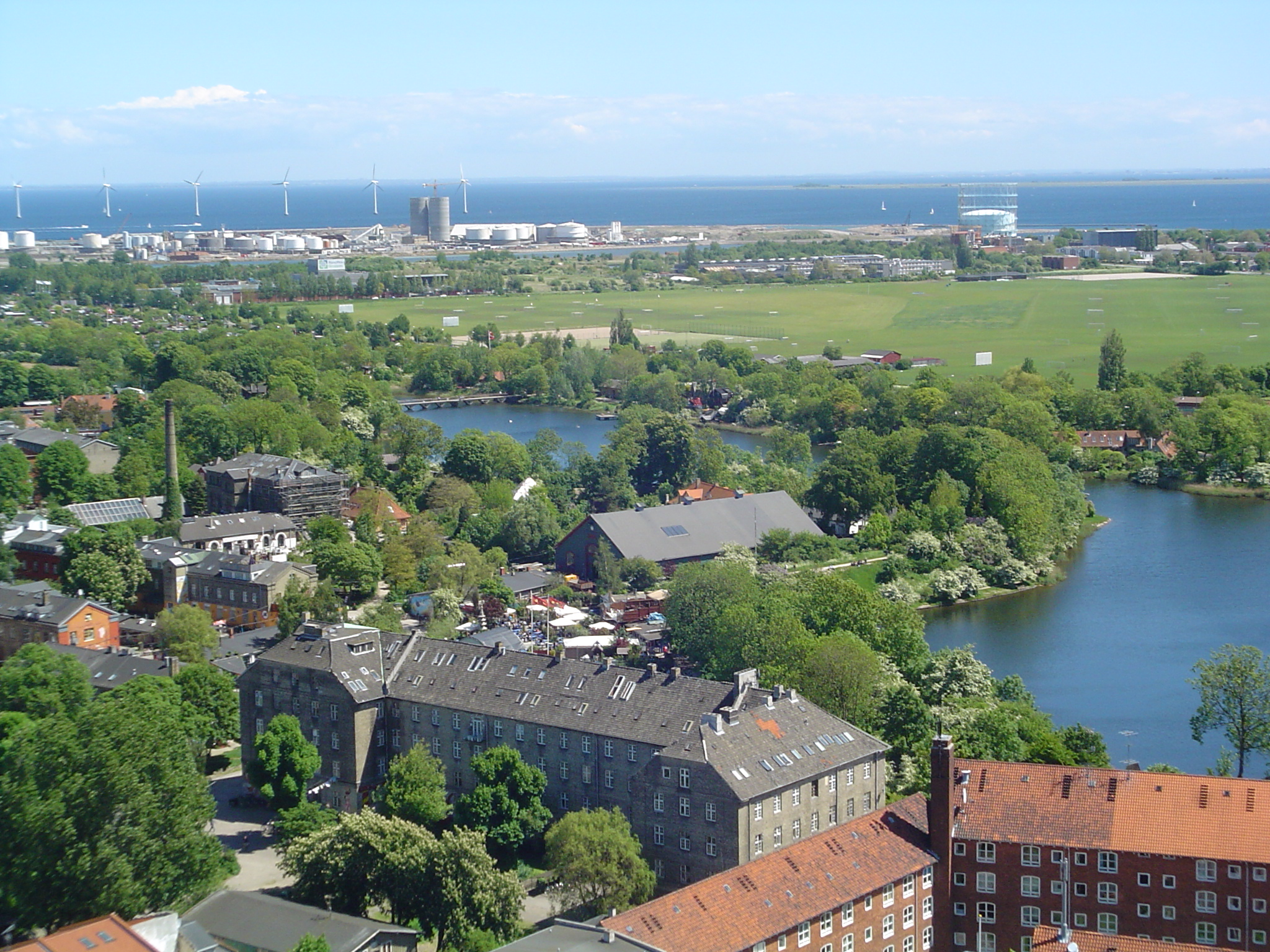
Látképe
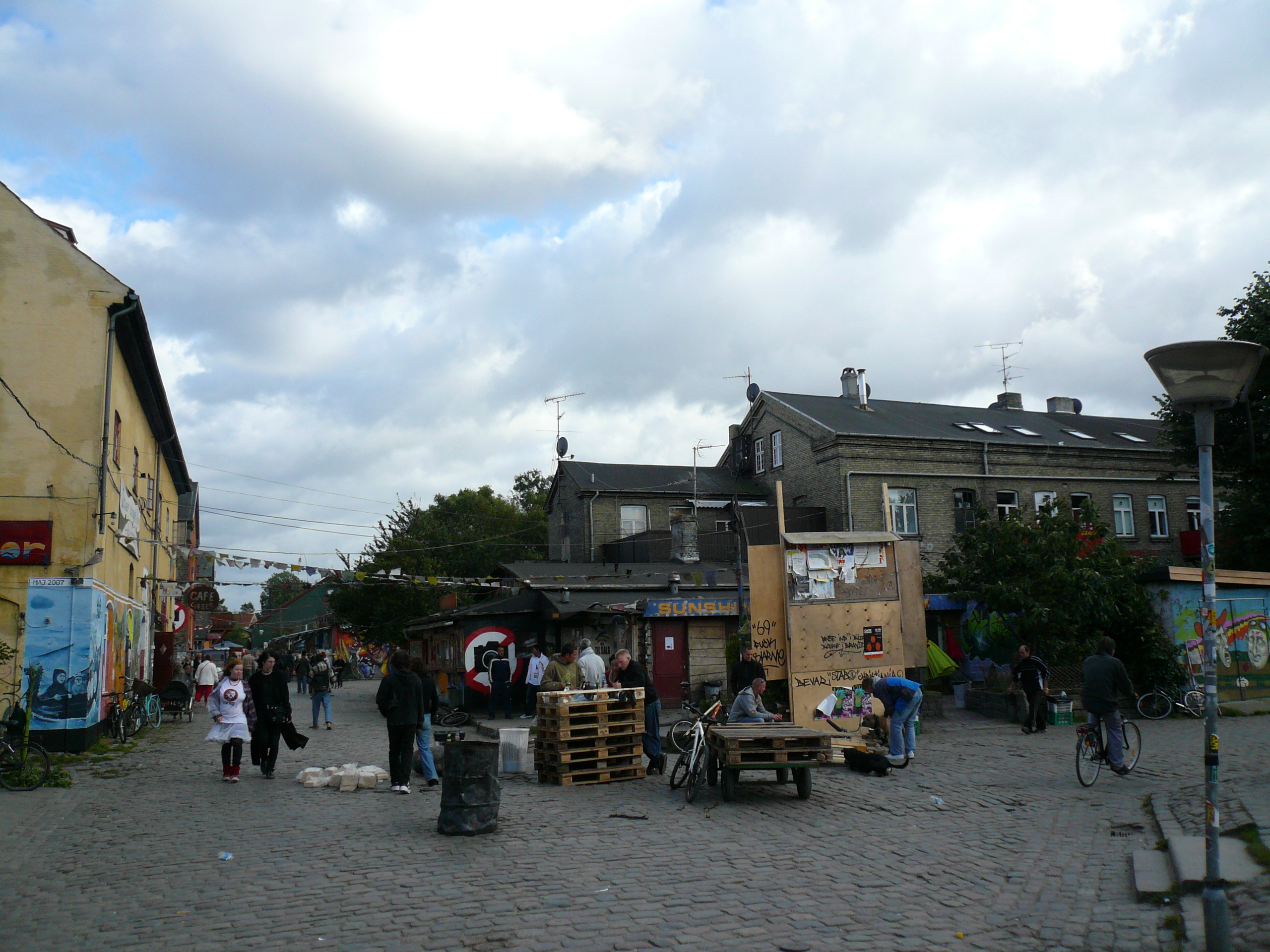
Főutca
Christianiai graffiti

## Fordítás
Ez a szócikk részben vagy egészben  a   Freetown Christiania című angol Wikipédia-szócikk fordításán alapul.  Az eredeti cikk szerkesztőit annak laptörténete sorolja fel. Ez a jelzés csupán a megfogalmazás eredetét és a szerzői jogokat jelzi, nem szolgál a cikkben szereplő információk forrásmegjelöléseként.